# Dionizije Dvornić
Dionizije Dvornić (Popovac, 27 de abril de 1926 - 30 de outubro de 1992) foi um futebolista iugoslavo que atuava como atacante.

## Carreira
Dionizije Dvornić fez parte do elenco da Seleção Iugoslava de Futebol, na Copa do Mundo de  1954.